# Ak-Sar-Ben Knights d'Omaha
Pour les articles homonymes, voir Knight.
Les Ak-Sar-Ben Knights d'Omaha sont une franchise professionnelle de hockey sur glace de la Ligue américaine de hockey qui a existé de 2005 à 2007. Ils faisaient partie de la division Ouest dans l'association de l'Ouest.
Logo : Un casque de chevalier finissant en flamme (celle des Flames de Calgary).
Titres de division : 1 (2006-2007)
Titres de saison régulière : Aucun
Championnats gagnés :  Aucun

## Histoire
En 2005, l'équipe affiliée aux Flames de Calgary, les Flames de Saint-Jean (1993-03), déménagea à Omaha. Le nom étrange de l'équipe Ak-Sar-Ben provient d'une association locale de la ville d'Omaha, les Knights of Ak-Sar-Ben (leur logo est d'ailleurs intégré dans celui de la franchise). Si vous lisez Ak-Sar-Ben de droite à gauche, vous obtenez Nebraska, État dans lequel évolue l'équipe.

En 2007 les Flames de Calgary décidèrent de déménager la franchise qui devint les Flames de Quad City.

## Statistiques

### En ligue américaine de hockey
| Saison    | PJ | V  | D  | DP | DF | Pts | BP  | BC  | Classement Final   | Séries éliminatoires  |
| 2006-2007 | 80 | 49 | 25 | 5  | 1  | 104 | 214 | 189 | 1er division Ouest | Éliminés en 1re ronde |
| 2005-2006 | 80 | 35 | 31 | 3  | 11 | 84  | 206 | 221 | 6e division Ouest  | Non qualifiés         |

## Entraîneurs
- Ryan McGill (depuis 2005)

## Records d'équipe

### En une saison
Buts: 28  Carsen Germyn (2006-07)
Aides: 43  Andreï Taratoukhine (2006-07)
Points: 60 Carsen Germyn, Andreï Taratoukhine et Dustin Boyd (2006-07)
Minutes de pénalité: 294  Brandon Prust (2005-06)
Buts encaissés par partie:2,13  Curtis McElhinney (2006-07)
%Arrêt: 91,7 % Curtis McElhinney (2006-07)

### En carrière
Buts: 52 Carsen Germyn
Aides: 63 Carsen Germyn
Points: 115 Carsen Germyn
Minutes de pénalité: 505 Brandon Prust
Victoires de gardien: 44 Curtis McElhinney
Blanchissages: 10 Curtis McElhinney
Nombre de parties: 156  Warren Peters